# Болезнь Баттена

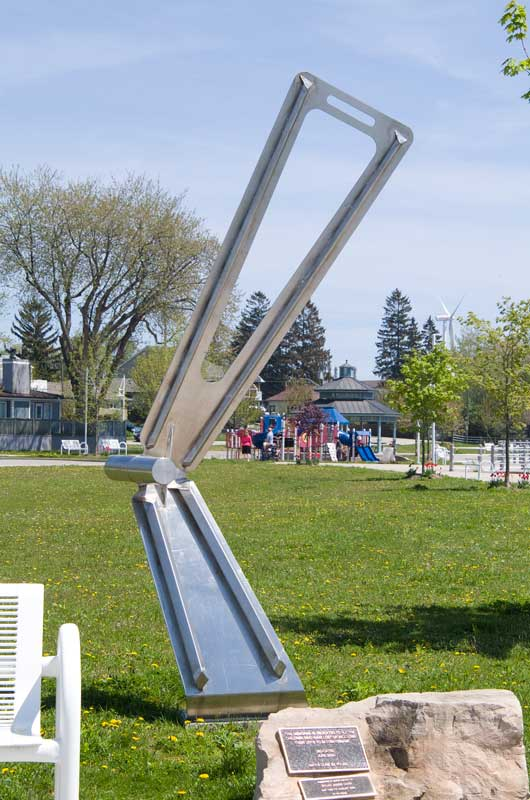
Мемориал в память о детях, погибших от болезни Баттена. Онтарио.

Болезнь Баттена — редкое смертельное нейродегенеративное рецессивно наследуемое заболевание, начинающееся в детстве, наиболее частое из группы восковидных липофусцинозов нейронов (ВЛН), относящихся к лизосомным болезням накопления. Хотя обычно это название употребляется в отношении заболевания с детства, некоторые учёные называют так все ВЛН. Исторически восковидные липофусцинозы нейронов делятся на детские, позднедетские, юношеские и взрослые. В ходе заболевания в клетках нервной системы скапливаются жировые вещества, что приводит к потере речи, нарушениям зрения, слабоумию, эпилепсии.
По меньшей мере восемь генов были выявлены в связи с болезнью Баттена, но наиболее распространённая форма болезни Баттена связывается с мутациями в гене CLN3.
Болезнь названа в честь педиатра Фредерика Баттена, впервые описавшего её в 1903 году. В США частота заболевания — 2-4 случая на 100 000 родов.
В 2004 году в Медицинском колледже Вейл Университета Корнелла началась I фаза изучения генной терапии для лечения симптомов и признаков позднедетских нейронных восковидных липофусцинозов. Экспериментальный препарат работает, обеспечивая генный перенос участка AAV2CUhCLN2 в мозг. В 2008 году был опубликован отчёт о безопасности инъекционного метода и замедления прогресса болезни в течение 18 месяцев наблюдения.
В ноябре 2006 года после получения одобрения из Управления по контролю качества продуктов и лекарств в Орегонском университете здоровья и науки началось клиническое исследование, в рамках которого очищенные нервные стволовые клетки вводили в мозг шестилетнего ребёнка, страдающего заболеванием и разучившегося ходить. Предположительно, это была первая трансплантация фетальных стволовых клеток в мозг человека. К началу декабря ребёнку стало настолько лучше, что он смог вернуться домой, начала возвращаться речь. Однако, основной целью этапа было изучение безопасности трансплантации, и она была установлена — все шесть пациентов, в рамках исследования получавшие лечение и иммуносупрессию, перенесли лечение хорошо, их медицинское, неврологическое и нейропсихологическое состояние соответствовало нормальному ходу заболевания.
Препараты для лечения: церлипоназа альфа.